# Pyrrharctia californica
Pyrrharctia californica är en fjärilsart som beskrevs av Alpheus Spring Packard 1864. Pyrrharctia californica ingår i släktet Pyrrharctia och familjen björnspinnare. Inga underarter finns listade.